# 요시하라 신야
요시하라 신야(일본어: 吉原 慎也, 1978년 4월 19일 ~ )는 일본의 전 축구 선수이다.

## 구단 경력
과거 요코하마 F. 마리노스, 알비렉스 니가타, 가와사키 프론탈레, 도쿄 베르디, 주빌로 이와타, 가시와 레이솔에서 활동하였다.